# Antonio Benedetto Carpano
Antonio Benedetto Carpano (Bioglio, 24 novembre 1751 – Bioglio, 3 febbraio 1821) è stato un inventore e distillatore italiano, celebre per aver ideato il vermut e, di conseguenza, l'aperitivo.

## Biografia
Nel 1786, Antonio Benedetto Carpano creò a Torino il moderno vermut, aggiungendo del vino bianco ad un infuso composto di oltre 30 varietà di erbe e spezie. Il tutto venne addolcito con dell'alcool, che Carpano riteneva essere una bevanda più adatta alle signore rispetto ai locali vini rossi.
Il vermut divenne così popolare che ben presto la bottega del distillatore piemontese dovette star aperta 24 ore su 24.
Carpano era a detta di tutti un uomo di cultura, appassionato dalla poesia di Goethe, e, probabilmente, scelse tale nome per il suo drink innovativo riadattando il termine tedesco Wermut, col quale veniva designato l'assenzio maggiore, l'ingrediente principale del suo distillato.
Oggi il marchio Carpano è prodotto e distribuito da Fratelli Branca Distillerie di Milano.